# 清涧起义
清涧暴动，1927年10月第一次国共内战时期，由中国共产党在陕北清涧县领导的反对中国国民党的武装暴动。
中國共產黨在陝西軍隊中發展勢力，屢次發動兵變；井岳秀在1927年8月，誘殺其部下石謙，圍攻李象九領導的營部，以阻止中共活動。根据中共中央八七会议精神及中共陕西省委指示，陕北革命军事委员会书记唐澍与谢子长、李象九、白乐亭等，在10月领导第六旅举行。起义部队会合后发展到1700余人，唐澍与谢子长主张立即打出工农革命红旗，之后整顿部队，扩大革命力量。但因领导人意见不一致，延误了时间，使起义部队遭到很大损失。后余部改编为西北工农革命军游击支队，唐澍任总指挥。

## 相关人物
- 阎揆要
- 阎红彦